# Adrián Spörle
Adrián Marcelo Spörle (* 13. Juli 1995 in Centenario) ist ein argentinischer Fußballspieler deutscher Herkunft.

## Karriere
Adrián Spörle spielte ab 2008 in der Jugend von CA Banfield in der Provinz Buenos Aires. Am 7. Juni 2014 debütierte er für die erste Mannschaft am letzten Spieltag der zweiten argentinischen Liga 2013/14 gegen Unión de Santa Fe. Banfield stand zu diesem Zeitpunkt bereits als Meister und Aufsteiger in die Primera División fest. 
2016 rückte Spörle in die erste Mannschaft auf und kam zu regelmäßigen Einsätzen in der höchsten argentinischen Liga. Bis 2019 bestritt er 54 weitere Ligaspiele für Banfield. Im November 2016 erzielte er beim 3:1-Sieg über Arsenal de Sarandí sein erstes Tor für den Klub.
Im Juli 2019 wechselte Spörle im Alter von 23 Jahren zum schottischen Zweitligisten Dundee United. In seiner ersten Saison gewann er mit dem Verein den Titel in der Scottish Championship und stieg in die Scottish Premiership auf. Nach Ablauf seines Vertrags im Sommer 2022 war Spörle vereinslos.
Im Januar 2023 schloss er sich Arsenal de Sarandí an. Anfang 2024 wechselte er zu CA Independiente, wo er seither spielt.

## Erfolge
Dundee United
- Scottish Championship: 2019/20